# 凱爾蒂冰川
凱爾蒂冰川（英語：Keltie Glacier）是南極洲的冰川，全長56公里，流經英聯邦山脈，最終在蘭弗利角注入比爾德摩爾冰川，由歐內斯特·沙克爾頓率領的英國探險隊發現，以皇家地理學會的秘書長命名。
84°53′S 170°20′E / 84.883°S 170.333°E